# Alain Belda
Pour les articles homonymes, voir Belda.
Alain J. P. Belda, né le 23 juin 1943 à Meknès au Maroc, est un homme d'affaires canadien.

## Biographie

### Formation
D'origine espagnole par son père et portugaise par sa mère, Alain J. P. Belda naît au Maroc, alors sous protectorat français, le 23 juin 1943. Il émigre au Brésil en 1946, où son père meurt dans un accident de voiture. Il s'installe au Canada en 1956. Il étudie à l'Université Mackenzie, au Brésil, où il obtient son baccalauréat, puis un diplôme en administration des affaires, en 1969.

### Carrière à Alcoa

#### La progression vers le sommet
Alain Belda entre, en 1969, au groupe Alcoa, multinationale productrice d'aluminium. Entre 1979 et 1994, il est président d'Alcoa Aluminio S.A., la filiale d'Alcoa au Brésil. En 1994, il devient directeur général adjoint d'Alcoa, puis vice-président du conseil d'administration de 1995 à 1997. À cette date, il en devient président et directeur de l'exploitation. En mai 1999, il est nommé président directeur général d'Alcoa. Il conserve cette dernière fonction jusqu'en 2008. En janvier 2001, à la suite de la nomination de Paul O'Neill comme Secrétaire au Trésor de l'administration Bush, Alain Belda lui succède comme président du conseil d'administration d'Alcoa. Il conserve ce poste jusqu'en 2009. Toujours en janvier 2001, il devient aussi président-directeur général et directeur d'Alcoa Automotive Inc., Alcoa Closure Systems International Inc. et Alcoa of Australia Ltd. En 2011, il reste directeur d'Alcoa Inversiones España S.L.

#### Alcoa sous la direction d'Alain Belda

##### Plans de rigueur
Dès l'entrée en fonction d'Alain Belda, Alcoa annonce un plan pour diminuer les coûts d'exploitation de 730 millions d'euros (1 milliard de dollars) d'ici à 2003. Ceci doit être réalisé en fermant les usines les moins productives et en augmentant la productivité. En novembre 2001, le licenciement de 6 500 salariés dans le monde entier est annoncé. En décembre 2003, 8 500 licenciements ont eu lieu depuis la prise de fonction de Belda. L'objectif de réduction des coûts, fixé en 2001, est alors atteint. En janvier 2004, un nouveau plan de rigueur est annoncé, avec, pour objectif, de diminuer les coûts de 880 millions d'euros (1,2 milliard de dollars) d'ici à 2006. En avril 2004, la firme ferme son usine de South San Antonio, au Texas (États-Unis), ce qui entraîne le licenciement de 175 salariés. En août de la même année, c'est l'usine de Toledo, dans l'Ohio (États-Unis), qui produit des pièces automobiles, qui est démantelée, entraînant la perte de 140 emplois.

##### Diversification
Par ailleurs, l'entreprise continue son désengagement de la production d'aluminium brut et son évolution vers la fabrication de produits finis. En 2003, elle obtient un contrat pour la participation à la fabrication de l'Airbus A-380 et étend son action dans le domaine de l'automobile, travaillant, notamment, avec General Motors sur le projet de concept car Cadillac 16, avec Ford sur le camion F-150 et la Jaguar XJ, avec Toyota sur le berceau moteur de la Lexus RX330, avec Ferrari sur la 612 Scaglietti et Audi pour le modèle A8. En août 2004, Alcoa s'engage dans une joint venture avec Diversified Utility and Energy Trusts et Alinta Limited pour l'achat, pour un montant de 870 millions d'euros (1,3 milliard de dollars), d'un gazoduc en Australie.
En janvier 2004, l'entreprise vend son activité d'emballage à American Industrial Partners pour 33 millions d'euros (45 millions de dollars). En mars de la même année, c'est au tour des spécialités chimiques d'être cédées, pour 249 millions d'euros (342 millions de dollars). En juillet 2004, la compagnie brésilienne Dixie Toga SA, achète, pour un montant non divulgué, l'usine d'emballage souple Alco Aluminio SA, d'Itaipaya. En janvier 2005, Alcoa met fin à son association avec Fujikura Ltd.. Alcoa récupère la partie fabrication de câbles pour l'industrie automobile et Fujikura conserve l'activité dans les télécommunications. 
Au premier trimestre 2004, les produits manufacturés représentent les trois-quarts des ressources d'Alcoa.
En juin 2006, Alcoa annonce le lancement d'un nouveau matériau composite destiné à renforcer les bâtiments, dans l'optique du passage d'une tornade. C'est un sandwich avec un cœur de polyéthylène et une peau d'aluminium, renforcé par des fibres de kevlar. Il est capable de résister à une tornade de catégorie 3.

##### Délocalisations
En février 2004, le gouvernement australien approuve un financement de 200 millions d'euros (270 millions de dollars) pour l'extension, prévue pour la fin de 2005, d'une raffinerie d'aluminium commune à Alcoa et Chemicals, à Pinjarra. En mars 2004, Alcoa annonce l'ouverture, en 2005, dans le nord-ouest de la Roumanie, d'une usine produisant des profilés pour la construction et employant 200 salariés. En juillet 2004, Alcoa ouvre une seconde unité en Chine et investit 95 millions d'euros (130 millions de dollars) dans l'extension de la fonderie Alumar de Sao Luis, dont la production doit augmenter de 60 % d'ici à 2005.
En décembre 2004, Alcoa investit 500 millions d'euros (680 millions de dollars) pour porter de 50 % à 70 % sa participation dans une raffinerie jamaïquaine.

##### Restructuration
En octobre 2004, la compagnie est restructurée. Une répartition par type de production remplace la répartition géographique. Quatre directions sont créées : Matières premières, Profilés, Usines d'Amérique du Nord et d'Europe et Emballages souples.

##### Des profits en hausse
Au total, en 2002, les ventes atteignent 14,1 milliards d'euros (19,4 millions de dollars). En 2003, elles se montent à 14,4 milliards d'euros (19,8 milliards de dollars). Le résultat, lui, passe de 306 millions d'euros (420 millions de dollars) à 684 millions d'euros (938 millions de dollars).
Au premier trimestre 2004, les profits atteignent 255 millions d'euros (350 millions de dollars), contre 110 millions d'euros (151 millions de dollars) pour la période correspondante de 2003, soit une hausse de 132 % en un an. Pendant la même période, les ventes progressent de 12 %, passant de 3,7 milliards d'euros (5,1 milliards de dollars) à 4,2 milliards d'euros (5,7 milliards de dollars). Ces résultats doivent cependant être relativisés, le prix de l'aluminium ayant augmenté de 18 % entre le début de 2003 et celui de 2004. 

##### Des conflits sociaux
En 2004, les travailleurs d'une raffinerie du Québec (Canada) cessent le travail durant plus de quatre mois, pour réclamer la sécurité de l'emploi et des retraites. La même année, Alcoa accepte de prendre en considération les revendications de United Steelworkers of America dans quatre usines du Midwest. Un accord est conclu en juin 2006, évitant la cessation du travail de 9 000 salariés dans 15 usines. L'accord prévoit la prise en charge par les syndicats, dans dix usines, d'une partie des primes d'assurance. Un plan d'intéressement est aussi mis en place. En juin 2006, la firme décide de cesser de financer le plan de retraite de ses nouveaux salariés. Jusqu'ici Alcoa versait 3 % du salaire et des primes sur un plan de retraite. Le plan reste en vigueur pour les salariés déjà en poste, mais est remplacé par un plan 401(k) pour les nouveaux-venus. 

##### La controverse sur le prix de l'électricité en Islande
Le 6 octobre 2005, le journal Exame de São Paulo, au Brésil, publie un article de la journaliste Alexa Salomão, dans lequel elle cite Alain J. P. Belda. Celui-ci a affirme qu'Alcoa paie l'énergie utilisée dans ses fonderies d'aluminium deux fois plus cher au Brésil qu'en Islande, où la firme est cliente de la compagnie nationale Landsvirkjun : « ... Le prix convenu - 30 dollars par mégawatt-heure - était loin d'être idéal. En Islande, l'entreprise paie la moitié, ». Lorsque cette information est reprise par les médias islandais, le 7 juin 2006, la réaction est très négative, à la fois chez les environnementalistes, déjà très opposés au barrage hydroélectrique controversé de Kárahnjúka, et dans la population. Les citoyens et entreprises islandais paient huit fois plus qu'Alcoa.
Friðrik Sophusson, le directeur de Landsvirkjun, déclare alors que le prix indiqué est ridicule, le prix réel étant un peu plus élevé. À New York, le porte-parole d'Alcoa déclare, dans un entretien, que les affirmations d'Alain Belda sont « inexactes ». Helgi Hjörvar, député social-démocrate islandais, qui est membre du conseil d'administration de Landsvirkjun, demande aux autorités de révéler le prix réel et de tirer au clair le projet de barrage et d'usine d'électrolyse. Des représentants d'Alcoa présentent finalement des excuses à Landsvirkjun pour toute l'affaire et l'article de Salomão est retiré du site Internet d'Alcoa.

##### Alcoa et l'environnement
En 2005, Alcoa reçoit, de l'Association nationale de l'hydroélectricité, l'Outstanding Stewardship of America's Rivers, pour le projet hydroélectrique de Tapaco, en Caroline du Nord et Tennessee (États-Unis). La firme fait don, à Nature Conservancy, de 24 km2 de terrain entre le Parc national des Great Smoky Mountains et la Forêt nationale Cherokee, et lui confie la gestion de 16,09 km2 de terrains dans le même secteur. En janvier 2006, Alcoa est sélectionnée par le Forum économique mondial de Davos (Suisse) dans les cent entreprises les plus écologiques du monde.

### Autres entreprises
En 1997, Alain Belda est nommé directeur, président du comité du personnel et des rémunérations, membre du comité des nominations et de la gouvernance et membre du comité spécial de Citigroup Inc., ainsi que directeur de Citigroup Finance Canada Inc. Cette même année, il est directeur de Citicorp. Entre 2000 et 2007, il assure la direction de E. I. du Pont de Nemours and Company. Le 26 juin 2008, il est élu au conseil d'administration d'International Business Machines (IBM), avec effet au 29 juillet. Il y est également directeur et membre du comité exécutif, des rémunérations et de la gestion des ressources. 
Depuis le 5 août 2009, il est directeur général de la société d'investissement Warburg Pincus LLC, dont il gère les investissements en Amérique latine. C'est aussi l'année où il entre au conseil d'administration de Renault SA, comme directeur indépendant et membre du comité des salaires et de la gouvernance.
Il est membre des conseils d'administration de The Conference Board, la plus importante association de recherche et de rencontre des principaux industriels mondiaux, de la Brown University Corporation, du Partnership for New York City et de la Ford Foundation. Alain Belda parle cinq langues.

## Revenus
|                     | 2005                              | 2006                                                                         | 2007 | 2008                             | 2009                              |
| ------------------- | --------------------------------- | ---------------------------------------------------------------------------- | --- | -------------------------------- | --------------------------------- |
| Salaire de base     | Alcoa : 6 280 000 € (8 610 000 $) | Alcoa : 7 372 900 € (10 111 100 $) Du Pont de Nemours : 75 474 € (103 000 $) | Alcoa : 1 074 300 € (1 457 500 $) Du Pont de Nemours : 25 161 € (34 333 $)                                  | IBM : 68 368 € (93 334 $)        |                                   |
| Bonus en liquide    |                                   |                                                                              | Alcoa : 2 200 000 € (3 000 000 $)                                                                           |                                  |                                   |
| Actions             | Citigroup : 66 000 € (90 000 $)   | Du Pont de Nemours : 123 951 € (169 158 $) Citigroup : 118 524 € (161 875 $) | Alcoa : 5 142 018 € (6 978 791 $) Du Pont de Nemours : 16 142 € (22 033 $) Citigroup : 95 671 € (130 625 $) | Citigroup : 95 650 € (130 625 $) | Citigroup : 180 000 € (240 000 $) |
| Options sur actions | Citigroup : 110 000 € (150 000 $) | Du Pont de Nemours : 18 130 € (24 741 $) Citigroup : 18 000 € (24 587 $)     | Alcoa : 9 990 620 € (13 558 026 $) Du Pont de Nemours : 1 432 € (1 954 $) Citigroup : 28 969 € (39 556 $)   | Citigroup : 38 400 € (52 400 $)  |                                   |
| Autres revenus      |                                   | Du Pont de Nemours : 1 310 € (1 788 $)                                       | IBM : 143 $ (195 $)                                                                                         |                                  |                                   |
| Total               | 6 460 000 € (8 850 000 $)         | 7 730 729 € (10 596 249 $)                                                   | 8 537 194 € (11 663 033 $)                                                                                  | 202 325 € (276 359 $)            | 180 000 € (240 000 $)             |

Références : Forbes, sauf indication contraire.

## Famille
Alain J. P. Belda a un frère, Ricardo. Sa seconde épouse est Haydee Esteves.